# Иза поноћи
Иза поноћи је други студијски албум српског поп певача Данијела Ђокић издат 2002. године за Сити Рекордс. На албуму су радили Марина Туцаковић, Дарко Димитров и Драган Брајовић Браја, а пратеће вокале је певала Романа Панић. Неке од песама су радили страни композитори Фибус (Киселина - обрада песме Деспине Ванди), Каан (Цигани и Не могу од ње) и Дијего Торес (Једва на ногама стојим и Бунтовник без разлога). За песме Не могу од ње, Дође ми да и Једва на ногама стојим су снимљени музички спотови.

## Списак песама
1. Не могу од ње
2. Иза поноћи
3. Бунтовник без разлога
4. Једва на ногама стојим
5. Дође ми да
6. Киселина
7. Цигани
8. Балкан у мојим венама
9. Thats what we are living for